# Isthmiade laevicollis
Isthmiade laevicollis là một loài bọ cánh cứng trong họ Cerambycidae.